# إرنست تشافيز (سياسي)
إرنست تشافيز هو سياسي أمريكي، ولد في 6 فبراير 1937 في ألباكركي في الولايات المتحدة. نشط حزبياً في الحزب الديمقراطي. وقد انتخب عضو مجلس نواب نيومكسيكو ‏.